# HMAS Melbourne (1945)
HMAS Melbourne  is een Australisch vliegdekschip van de Britse Majesticklasse. Het schip werd in dienst genomen in 1948 onder de naam HMS Majestic en werd herdoopt in 1955 tot de HMAS Melbourne.

## Geschiedenis
De bouw van de Majestic begon in 1943. Het werd in 1945 tewatergelaten, maar door het einde van de oorlog werd de afbouw aanzienlijk vertraagd. De Royal Navy wilde ervan af en de Australische marine toonde interesse. In 1947 werd tot de aanschaf van twee vliegdekschepen besloten. De HMS Terrible, van dezelfde klasse, was bijna klaar en werd omgedoopt tot HMAS Sydney. De Majestic was minder ver gevorderd en hier werden de laatste inzichten die opgedaan werden tijdens de Tweede Wereldoorlog nog verwerkt. Het schip kreeg de nieuwste technologieën aan boord: het kreeg 25 stuks 40mm-luchtafweergeschut, een landingsdek dat onder de hoek van 5,5° stond, nieuwe middelen om landende vliegtuigen af te remmen, een stoomkatapult en een hele nieuwe radarhut met nieuwe hoogtezoekradars en oppervlakteradars. De werkzaamheden duurden van 1949 tot 1955. In oktober 1955 kwam het schip in dienst onder de naam HMAS Melbourne. 
Het schip was betrokken bij twee zware ongevallen. Op 10 februari 1964 ramde het de torpedobootjager HMAS Voyager. De Voyager brak in twee stukken, waarvan het voorste deel snel zonk en het achterste deel nog drie uur bleef drijven. Bij dit ongeval kwamen 82 mensen om en dit was het grootste verlies aan mensenlevens bij de Australische marine in vredestijd. Op de Melbourne waren geen slachtoffers, maar het schip was wel zwaar beschadigd. Op 3 juni 1969 gebeurde een vergelijkbaar ongeval met de Amerikaanse jager USS Frank E. Evans. De jager brak en het voorste deel zonk bijna direct. Het achterste deel bleef drijven en kon uitgebreid worden doorzocht op slachtoffers. Bij dit ongeval kwamen 74 personen om het leven. De Melbourne was zwaar beschadigd aan de boeg en voer naar Singapore voor herstelwerkzaamheden.
Van 1963 tot 1967 was de HMAS Melbourne het vlaggenschip van de Australische vloot. In 1967 onderging het schip een grote beurt waarbij de dekken, liften, katapult en landingsvoorzieningen werden versterkt. Dit was allemaal bedoeld om grotere vliegtuigen vanaf het schip te kunnen laten opereren. Na een laatste modernisering in 1976 was het de bedoeling dat de HMAS Melbourne tot 1985 in dienst zou blijven, maar ten gevolge van bezuinigingen werd het schip medio 1982 uit dienst gesteld. Het was aanvankelijk de bedoeling dat het vliegdekschip door de HMS Invincible vervangen zou worden. Maar de verkoop ging uiteindelijk niet door doordat Engeland en Australië niet tot een overeenkomst konden komen.
In juni 1984 werd het schip verkocht aan een Australisch bedrijf voor AU$ 1,7 miljoen, maar de transactie ging uiteindelijk niet door. In februari 1985 werd het gekocht door een Chinese sloper voor AU$ 1,4 miljoen. Het schip werd versleept naar Dalian in China om daar gesloopt te worden. Eenmaal aangekomen kreeg de Marine van het Volksbevrijdingsleger belangstelling voor het schip. De Australische marine had veel materieel verwijderd voor de verkoop, maar er bleef voldoende achter voor de Chinezen om te bestuderen, waaronder de stoomkatapult. In 1994 was het schip nog steeds niet gesloopt. De opgedane kennis is gebruikt voor de ontwikkeling van de eigen vliegdekschepen, zoals de Liaoning.